# Реформистичка странка
Конзервативна реформистичка странка је основана 2005. године у Нишу под називом Реформистичка странка. Оснивач, са групом универзитетских наставника, сарадника и студената из Ниша и први председник странке је проф. др Александар Вишњић.
Странка се од тад залаже за децентрализацију Србије, на свим нивоима и равномерни развој. Такође је учествовала на парламентарним изборима у Србији 2007, 2008. и 2012. године. Са још 55 странака, 2009. године створила Реформски савез Србије.
На изборима за председника Србије који су одржани 20. јануара 2008. године, кандидовала је мр Југослава Добричанина, тадашњег заменика председника странке, који је био и једини кандидат са југа Србије.
Као таква, странка никада није учествовала у извршној власти.
Године 2014, на редовној Скупштини странке за председника је изабран Владимир Цвијан, који је у то време био народни посланик Народне Скупштине Републике Србије. Самим тим, странка постаје парламентарна, али само за кратко време, јер Владимир Цвијан ће се након неколико месеци повући из политичког живота Србије и поднети оставке на све функције, као и на функцију председника странке. Александар Вишњић, у својству заменика председника, постаје в.д. председника странке.
На редовној Скупштини одржаној 2. марта 2018. године у Нишу за председника је изабран др Дејан Ђорђевић, а у складу са политичким консензусом чланова Скупштине и чланова Иницијативног одбора Покрета “Србија наша ствар”, Реформистичка странка усваја и ново име - Конзервативна Реформистичка странка (КРСТ), нови Програм и Статут.
Дана 20. октобра 2018. године у Београду одржана је Изборна Скупштина Конзервативне реформистичке странке, на којој је изабрано руководство странке и усвојен програм. За председника странке изабран је др Дејан Ђорђевић, за потпредседника адв. Ненад Јанковић и председништво од десет чланова.
Чланови председништва Конзервативне реформистичке странке су у следећем саставу: др Дејан Ђорђевић, председник, адв. Ненад Јанковић, потпредседник, проф. др Зоран Каличанин, председник Политичког савета, проф. др Горан Милошевић, проф. др Борислав Чејовић, др Олга Зорић, Мр Татјана Бодирога, проф. др Милица Каличанин, привредник Раде Савић и привредник Бела Молнар.